# Madeleine Albright
Madeleine K. Albright, născută Marie Jana Korbelová, (n. 15 mai 1937, Praga, Cehoslovacia – d. 23 martie 2022, Washington, D.C., District of Columbia, SUA) a fost o diplomată americană de origine evreiască cehă, membră a Partidului Democrat din Statele Unite, prima femeie care a deținut funcția de ministru de externe al SUA.

## Viața
Madeleine Albright s-a născut într-o familie de evrei cehi convertiți la catolicism.

Tatăl ei, Josef Korbel, (Körbel) a fost diplomat al Cehoslovaciei, apoi profesor de politică la Universitatea Denver.
Înainte de invazia nazistă în Cehoslovacia, în anul 1939, s-a refugiat cu familia la Londra.
După cel de-al Doilea Război Mondial, familia Korbel s-a întors la Praga. Trei din bunicii ei, și alte rude pieriseră între timp în Holocaust, fapt pe care, ca și originea evreiască, i-au devenit cunoscute lui Madeleine abia la vârstă adultă.
În anul 1948, după lovitura de stat comunistă în Cehoslovacia, familia Korbel a plecat din nou în exil, de această dată în SUA.
În anul 1957 Madeleine Albright a primit cetățenia Statelor Unite.
A studiat la Universitatea de Științe Politice Wellesley College și apoi Dreptul la Columbia University, studii încheiate în 1976.
Între elevii tatălui ei s-a numărat Condoleezza Rice, care va îndeplini și ea în viitor funcția de secretar de stat.

## Scrieri
- Madam Secretary. Die Autobiographie. München: C. Bertelsmann, 2003. - ISBN 3-570-00729-4
- Der Mächtige und der Allmächtige. Gott, Amerika und die Weltpolitik. München: Droemer/Knaur, 2006. - ISBN 3-426-27399-3